# Chen Yongliang
Chen Yongliang (chiń. 陳永良; ur. 28 maja 1968) – chiński zapaśnik w stylu wolnym. Olimpijczyk z Seulu 1988, gdzie odpadł w eliminacjach w kategorii 57 kg.
Dwudziesta pozycja na mistrzostwach świata w 1991. Czwarty na igrzyskach azjatyckich w 1990. Piąty na mistrzostwach Azji w 1991 roku.